# Anopheles aquasalis
Anopheles aquasalis är en tvåvingeart som beskrevs av Alan Curry 1932. Anopheles aquasalis ingår i släktet Anopheles och familjen stickmyggor. Inga underarter finns listade i Catalogue of Life.